# Đuôi sao chổi

Hình vẽ một sao chổi minh họa đuôi bụi, đường đi của bụi (antitail) và đuôi ion khí, được hình thành do luồng gió mặt trời. NASA

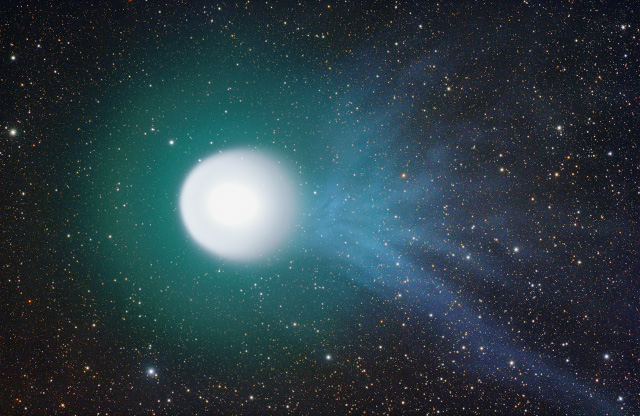
Sao chổi Holmes (17P/Holmes) năm 2007 với đuôi ion màu xanh da trời bên phải

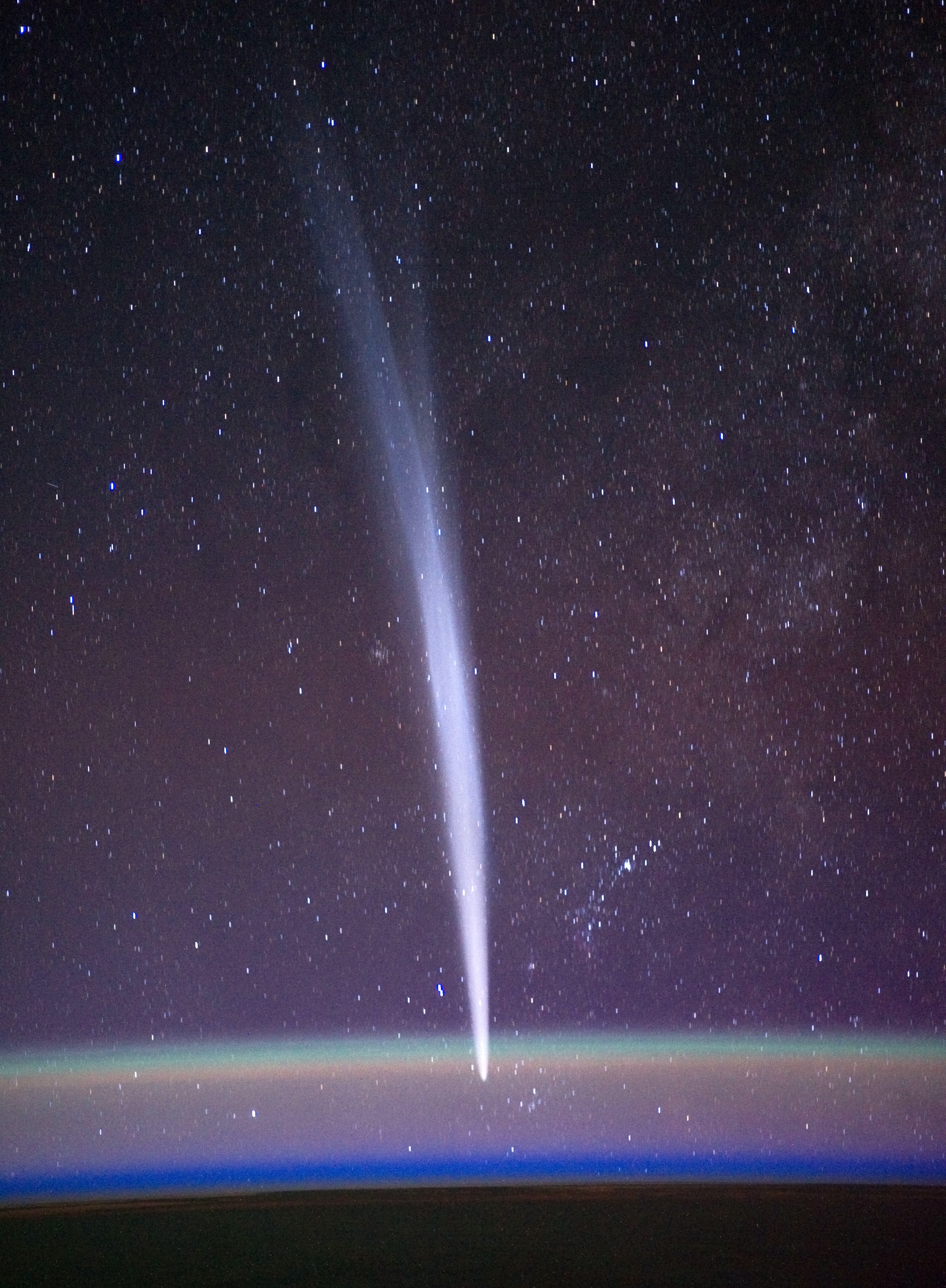
Sao chổi Lovejoy trên quỹ đạo

Đuôi sao chổi - và đầu sao chổi - là các phần có thể nhìn thấy của sao chổi khi chúng được Mặt Trời chiếu sáng và có thể nhìn thấy được từ Trái Đất khi sao chổi đi qua phần trong của Hệ Mặt Trời. Khi sao chổi tiến tới phần trong của Hệ Mặt Trời, bức xạ mặt trời làm cho các vật chất dễ bay hơi trong sao chổi bốc hơi và bay ra khỏi hạt nhân, mang bụi thoát ra ngoài. Các đuôi riêng biệt được hình thành từ bụi và khí, trở thành có thể nhìn thấy được qua các hiện tượng khác nhau; bụi phản chiếu ánh sáng mặt trời trực tiếp và các chất khí phát ra ánh sáng do bị ion hóa. Hầu hết các sao chổi quá mờ nhạt để có thể nhìn thấy mà không cần sự trợ giúp của kính viễn vọng, nhưng cứ một vài thập kỷ có vài sao chổi trở nên đủ sáng để có thể nhìn thấy bằng mắt thường.

## Hình thành đuôi

Một quỹ đạo của sao chổi cho thấy các hướng khác nhau của khí và bụi đuôi khi sao chổi đi qua Mặt Trời.

Khi còn ở phần ngoài của Hệ Mặt Trời, sao chổi vẫn bị đóng băng và cực kỳ khó hoặc không thể phát hiện được từ Trái Đất do chúng có kích thước nhỏ. Phát hiện thống kê hạt nhân sao chổi không hoạt động trong vành đai Kuiper đã được báo cáo từ các quan sát của Kính viễn vọng Không gian Hubble, nhưng những phát hiện này đã được đặt dấu hỏi, và chưa được xác nhận một cách độc lập từ các báo cáo khác. Khi sao chổi tiến tới phần trong của Hệ Mặt Trời, bức xạ mặt trời làm cho các vật chất dễ bay hơi trong sao chổi bốc hơi và bay ra khỏi hạt nhân, mang bụi thoát ra ngoài. Do đó, các dòng bụi và khí phát ra tạo thành một khối không khí khổng lồ xung quanh sao chổi được gọi là đầu sao chổi, và lực tác động lên đầu sao chổi bởi áp suất bức xạ và gió Mặt Trời của Mặt Trời tạo ra một cái đuôi khổng lồ với hướng ngược với Mặt Trời.
Các dòng bụi và khí đốt tạo thành đuôi riêng biệt của chúng, chỉ theo các hướng hơi khác nhau. Đuôi của bụi bị bỏ lại phía sau quỹ đạo của sao chổi theo một cách để nó thường tạo thành một cái đuôi cong gọi là antitail, chỉ khi mà cái đuôi nàycó vẻ như hướng về Mặt Trời. Đồng thời, đuôi ion, được tạo thành từ dòng khí, luôn luôn chỉ dọc theo những dòng chảy của gió mặt trời vì nó bị ảnh hưởng mạnh bởi từ trường plasma của gió mặt trời. Đuôi ion đi theo đường từ trường chứ không phải theo quỹ đạo. Thị sai do quan sát từ Trái Đất đôi khi khiến kết quả quan sát được thấy các đuôi xuất hiện chỉ theo hướng ngược lại.

## Kích thước
Trong khi hạt nhân rắn của sao chổi thường có kích cỡ nhỏ hơn 50 km, đầu sao chổi có thể lớn hơn cả Mặt Trời, và đuôi ion đã từng được quan sát dài tới 3,8 đơn vị thiên văn (570 gigamet;350 × 10^6 dặm).
Tàu vũ trụ Ulysses đã đi qua đuôi của sao chổi C/2006 P1 (sao chổi McNaught), vào ngày 3 tháng 2 năm 2007. Bằng chứng về cuộc gặp gỡ này được công bố trên tạp chí Astrophysical Journal ngày 1 tháng 10 năm 2007.